# 粕壁町
粕壁町（かすかべまち）は、埼玉県南埼玉郡に存在した町。現在の埼玉県春日部市にあたる。
江戸時代にて、日光街道・奥州街道の宿場町であった粕壁宿が発展した。

## 地理
南埼玉郡の東境にある。地勢は平衍、殊に水利に富む。
- 河川：大落古利根川、古隅田川、会之堀川
- 池沼：大池
- 橋

古隅田川:十文橋
古利根川:新町橋、古利根公園橋

## 歴史
明治22年（1889年）4月1日に、町村制施行により、粕壁宿が単独町制となる。1944年に南埼玉郡粕壁町と同郡内牧村が合併した際に南埼玉郡春日部町とし、表記を改めた。

### 中世
「かすかべ」の表記は何度か変更されている。南北朝時代（14世紀）、新田義貞の家臣春日部氏が当地を領地としたことから「春日部」の地名が生まれたとされる。

### 近世
その後江戸時代正保年間（1645年頃）には糟壁、糟ヶ辺という表記が交互で使われており元禄年間（1700年頃）に粕壁、糟壁と記す漢字表記が明治初期あたりまで交互に使われていた。高橋至時・伊能忠敬らによる大日本沿海輿地全図では粕壁と記されている。
詳細は粕壁宿を参照。

### 近代
明治期に大区小区制を施行してから粕壁という漢字表記に統一したものと思われる。東武鉄道の春日部駅も開業時から1949年まで粕壁駅という漢字表記で使われていた。

#### 沿革

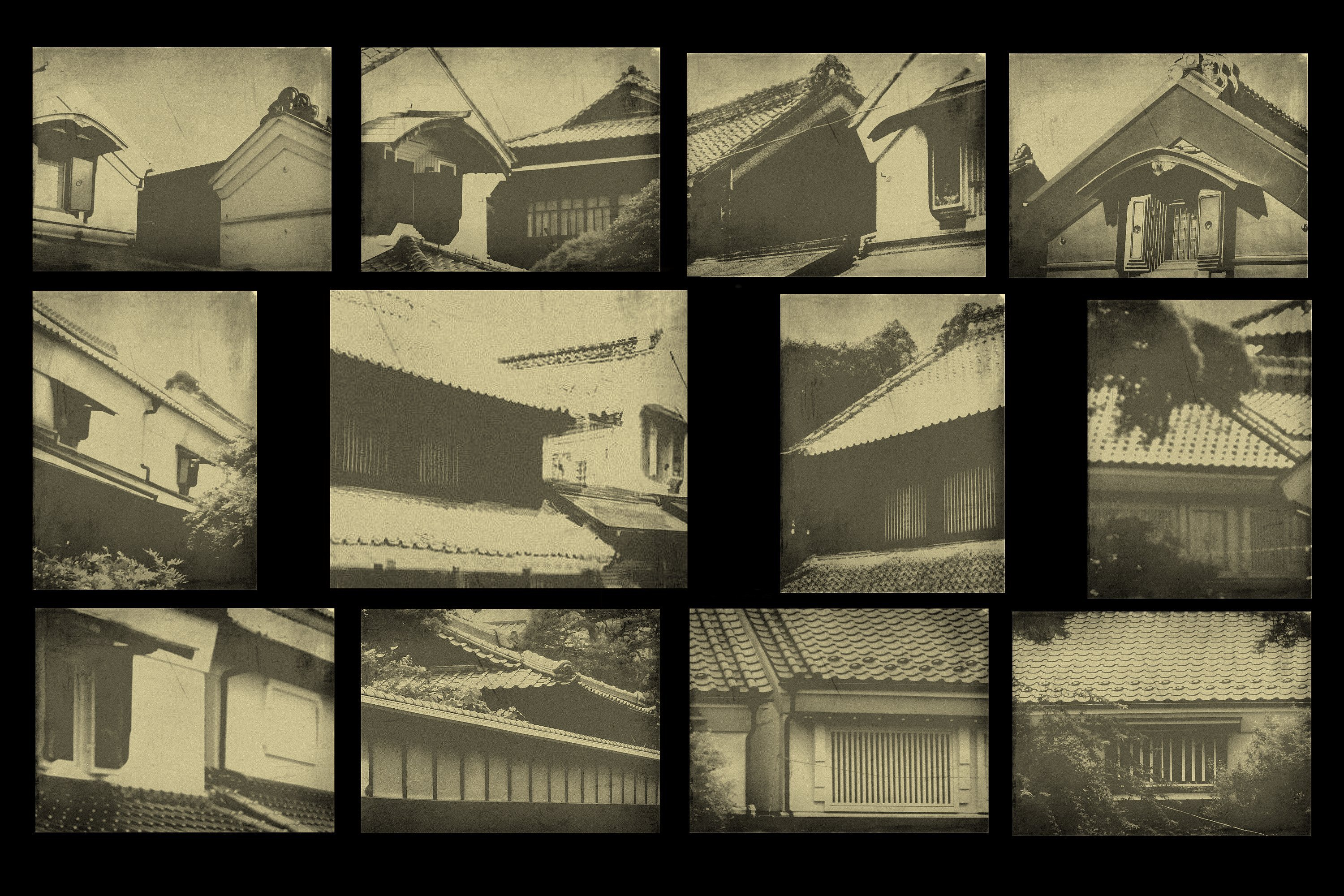
粕壁宿

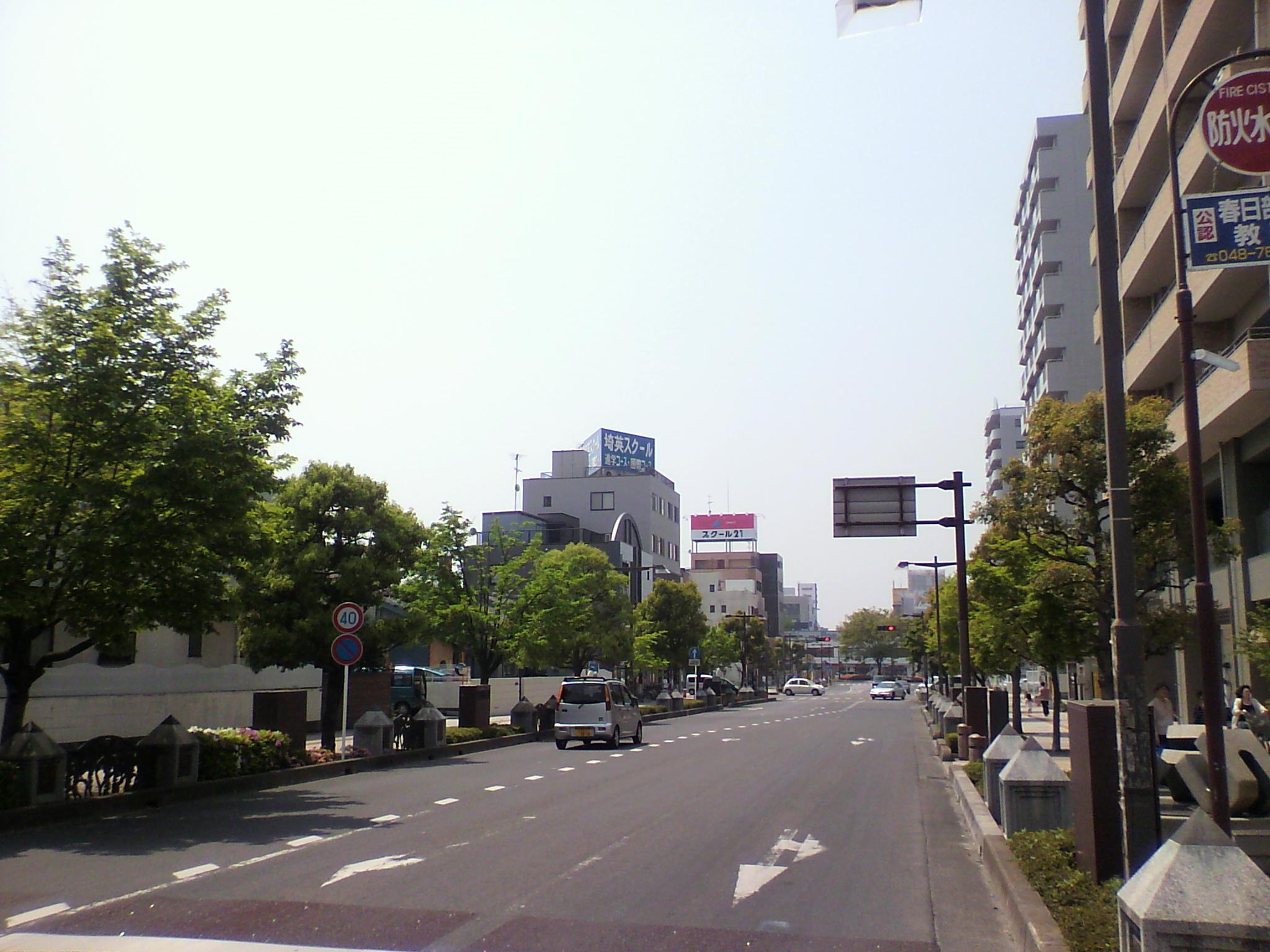
粕壁一丁目

- 1889年（明治22年）4月1日 - 町村制施行により、粕壁宿が単独町制して粕壁町が発足。それまでの粕壁宿の区域から大字粕壁のみが成立[1]。大字粕壁に粕壁町役場を設置[1]。
- 1944年（昭和19年）
  - 4月1日 - 内牧村と合併して春日部町が発足。同日粕壁町廃止。同時に自治体名の漢字表記は変更したが、大字粕壁は春日部町に継承。大字粕壁に春日部町役場を設置[1]。

#### 廃止後
- 1954年（昭和29年）
  - 7月1日 - 春日部町が豊春村・武里村および北葛飾郡幸松村・豊野村と合併して春日部市が発足。大字粕壁は春日部市に継承。
- 2005年（平成17年）10月1日 - 春日部市が北葛飾郡庄和町と合併し、新たな春日部市が発足、同時に住所標記の簡略化のため市内の大字が廃止され[6]、大字粕壁は丁番の設定のない粕壁となる[7]。

春日部市の中心市街地にあたる。市の公共施設群（市役所・図書館・市立病院等）がある。住居表示実施地域の粕壁一丁目から四丁目と、未実施地域の粕壁が置かれる。
近年の急速な都市化でかつての宿場町としての面影は薄くなっているが、当時からの商家もいくつか残っている。
春日部駅は「春日部市粕壁1丁目」にある。なお、「春日部市春日部」と漢字表記する地名は存在しない。
公共施設の表記は「粕壁」となっている。
粕壁といわれた地域は現在の一ノ割の一部から中央1 - 8丁目、南1 - 3丁目の一部、粕壁1 - 4丁目、粕壁東1 - 6丁目、緑町6丁目、緑町2丁目。
南埼玉郡粕壁町の時代（1944年以前）は上記に掲げた地域が粕壁町の区域。
上記の字名は新宿、八木崎、内出、内谷、金山、草刈場、土井、川久保、川久保新田、町裏、町並、井戸棚居、立沼、馬草場 、浜川戸。
南埼玉郡内牧村との合併後、旧粕壁町内の地名は字名として残った。
現在は一部が八木崎町・浜川戸等に残っている。

## 人口・戸数
1905年刊行の『埼玉県地理案内』によると、人口はおよそ5900、戸数はおよそ1000。

## 町政

### 町長
- 鹿間万蔵[8]

## 経済

### 地主
- 粕壁町地主 - 田村家、永田家[9]
- 幸松村地主 - 鈴木家、田中家[10]

### 産業
粕壁町は町営で電気事業を始めた。1914年（大正3年）4月事業許可を受け、1915年（大正4年）1月事業開始した。発電所は建設せず利根発電より受電した
詳細は粕壁町営電気事業組合を参照

#### 農業
『大日本篤農家名鑑』によれば、粕壁町の篤農家は「清水壽太郎、石野安蔵、青木松三、田村新蔵、鹿間新蔵」などがいた。

#### 商工業
粕壁町当時の商工業者は「
赤塚三蔵
厚見弥兵衛
新井善兵衛・升内
有山亀次郎
飯島ユワ
池田国太郎
石川多蔵
石野安蔵
伊藤平蔵
岩井藤吉
宇田清蔵
遠藤ミナ
大熊福次郎
大作政蔵
大塚千代三・平兵衛
岡山久三郎
荻原元三郎
小澤忠七
尾島八右衛門・安右衛門・由次郎・宗平
小川久太郎・宇次郎・友次郎
降田タヨ
小谷野佐右衛門（肥料油煙草販売業）・忠太郎
笠屋喜平
春日屋為五郎

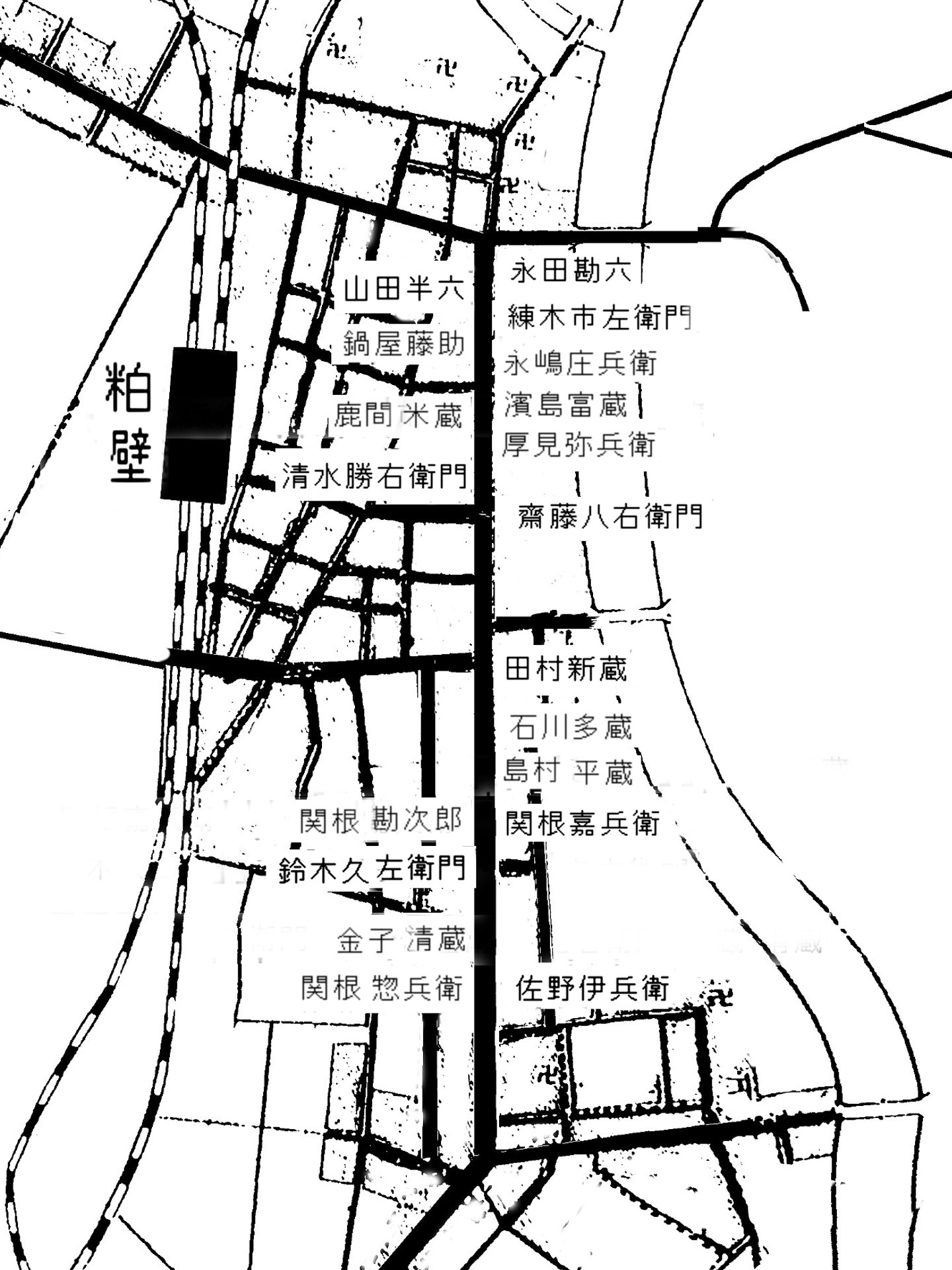
粕壁町

金子仁左衛門（荒物販売業）・七右衛門・七蔵・清蔵・文蔵・信助・太一
釜屋重次郎
上澤菊蔵・周蔵
川島啓次郎
北白川由松
木村兼吉・元次郎
清川定吉
倉持梅太郎
小林亀蔵・藤七
後藤幸次郎・伊之助
近藤金次郎
齋藤八右衛門（酒類販売業、丸屋）・国太郎・健次郎・太三郎・謙吉
酒井竹蔵
境屋金兵衛
相良熊次郎
佐野伊兵衛・惣兵衛
鹿間市兵衛・米蔵
芝崎菊蔵
島田忠太郎・幸次郎・源吉・松之助
島根喜七
島村平蔵・吉五郎
清水勝右衛門・七蔵
神崎幸蔵
新藤キシ
杉山亀蔵
鈴木久五郎・久左衛門・久右衛門・久兵衛・政蔵
諏訪年太郎・今次
関口米吉
関田文蔵
関根嘉兵衛（油製造業）・勘次郎・富蔵・熊蔵・作蔵・勝蔵・寅蔵・福太郎・新五郎・助五郎・良之助・俊瑞・倉吉・
染谷安右衛門
高士米蔵
高島友吉
高橋藤蔵・金蔵・七右衛門・忠七・広吉
武井清之助・憲
武田善六
立澤忠吉
田中源太郎・助次郎
田村新蔵（油商、東屋）・市太郎（質屋）・義三郎（穀物商）・政五郎

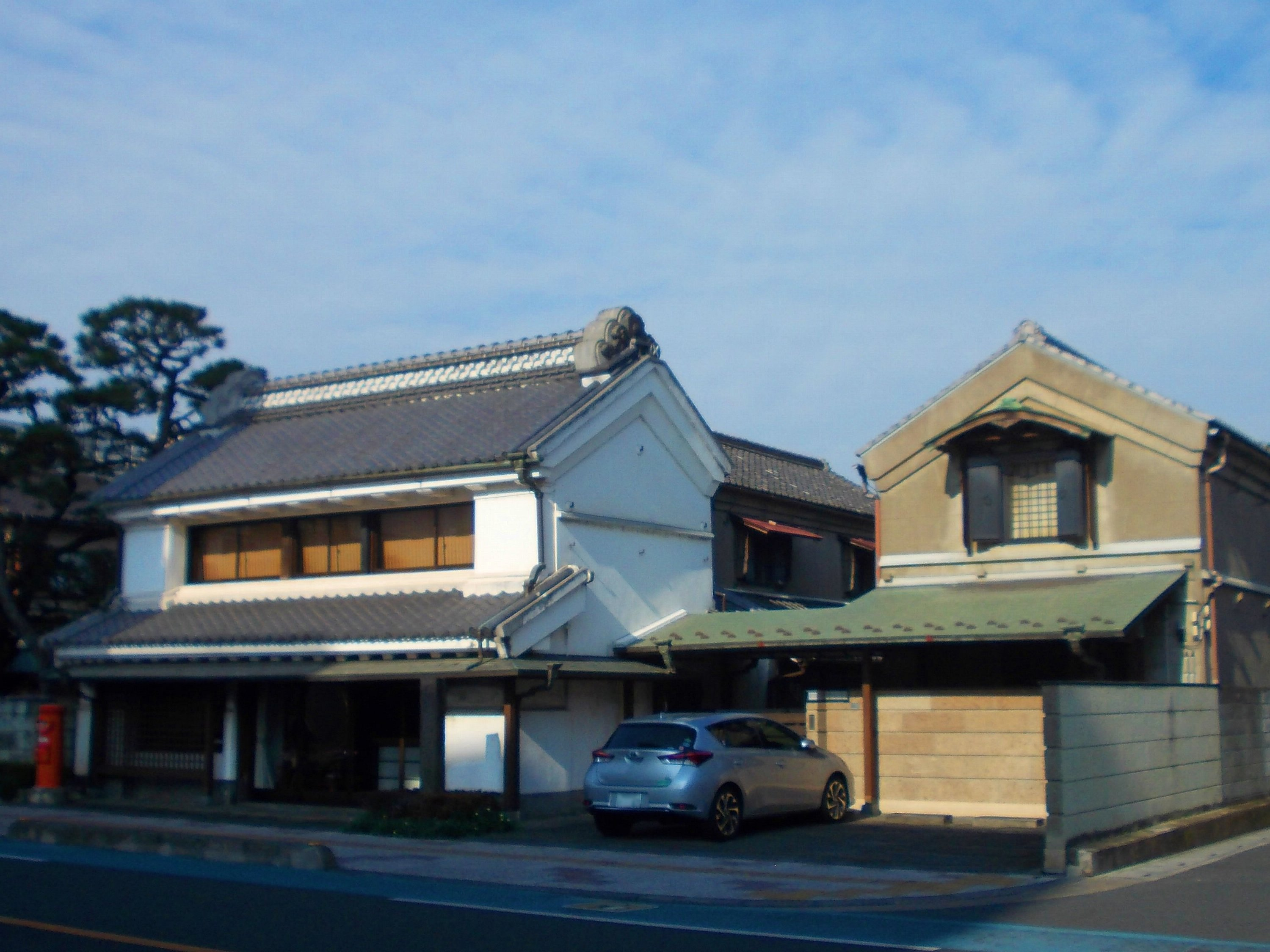
田村新蔵
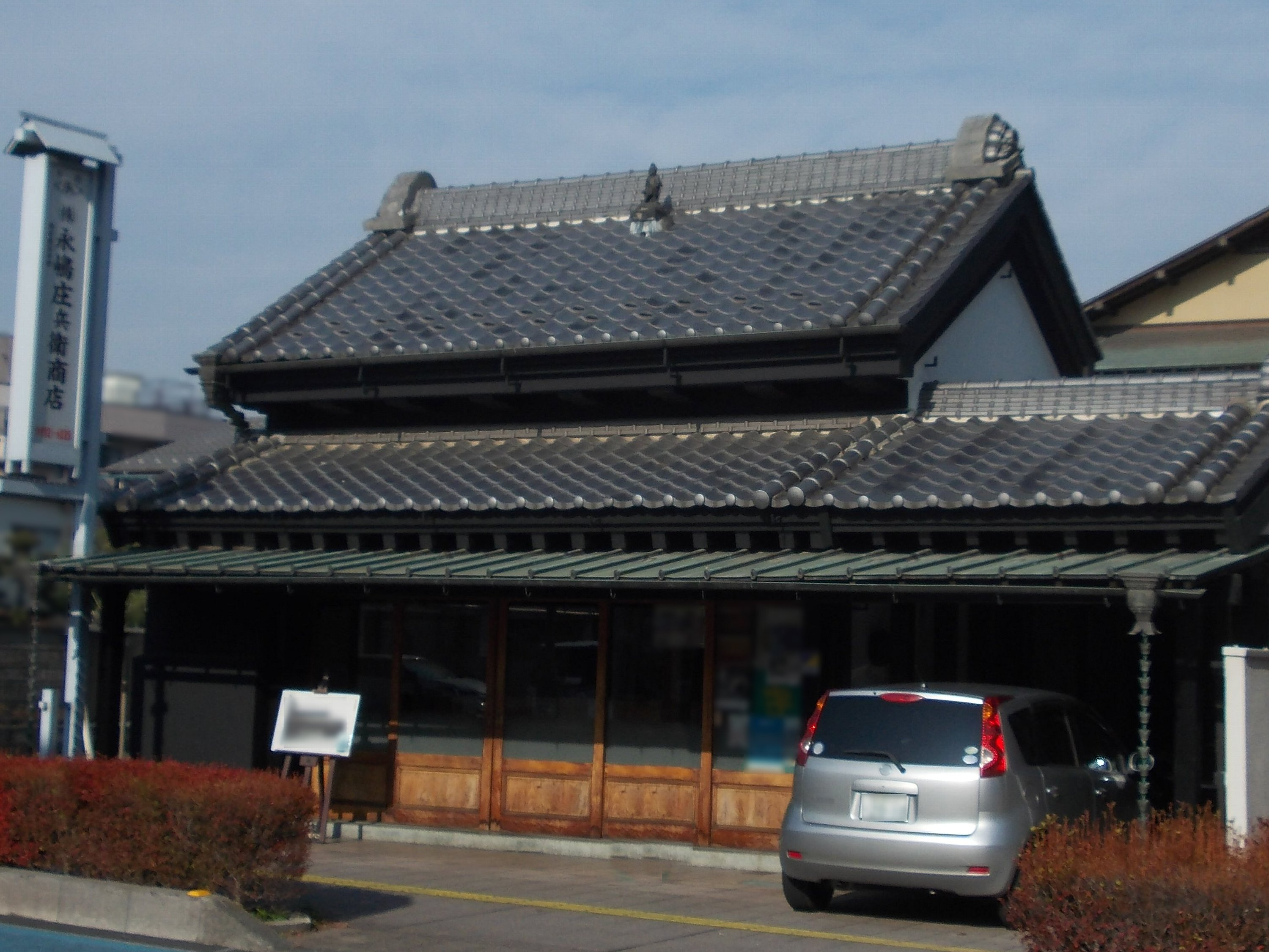
永嶋庄兵衛
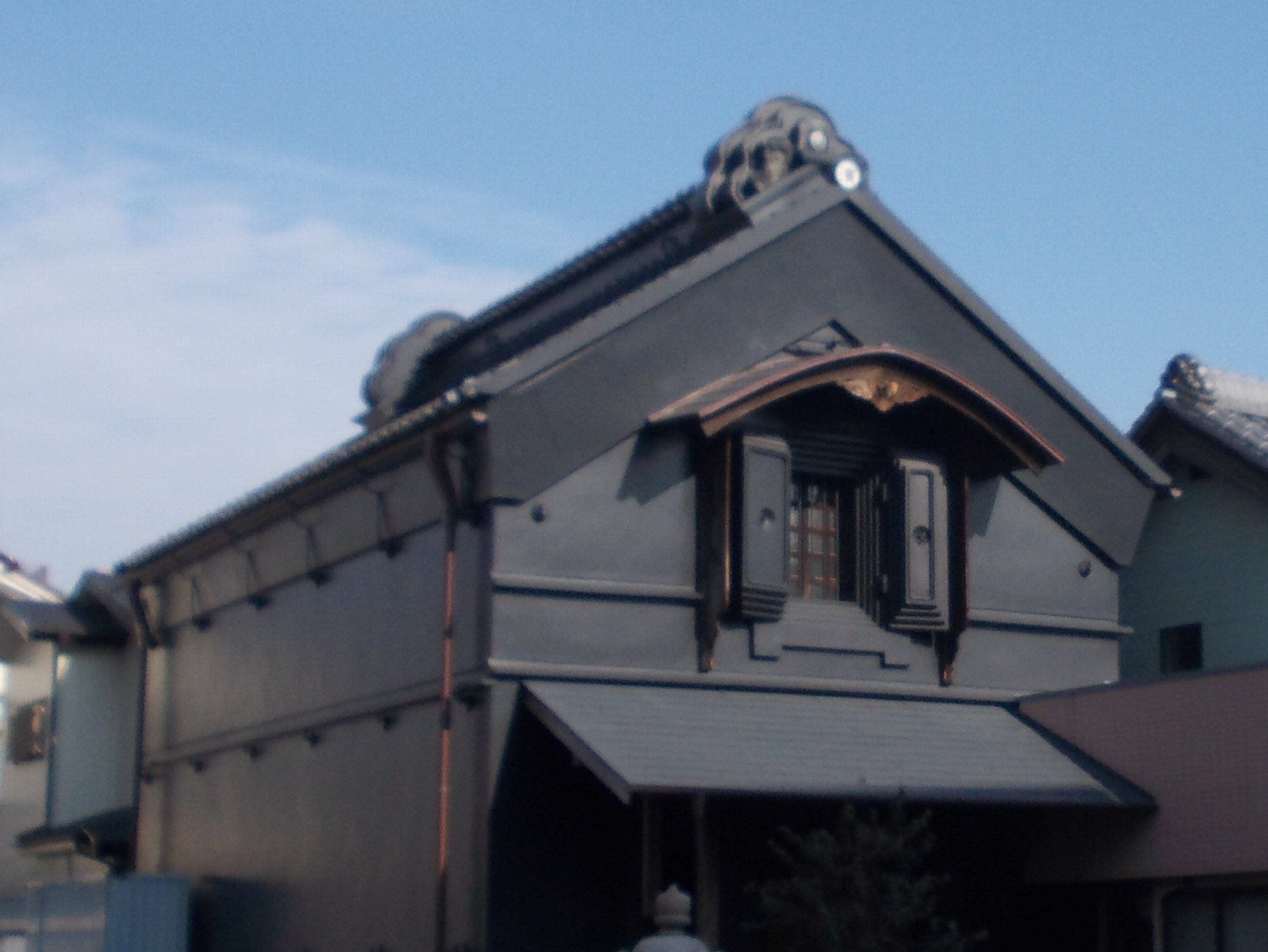
濱島富蔵

蔦屋久右衛門
都築彦次郎・仲蔵
戸田イチ
富間安蔵
豊野屋安右衛門
鳥海シマ
永嶋庄兵衛・貞次郎・国蔵
長島国三郎
永田勘六・宗助
中村平三郎
鍋屋藤助
成田清次郎
根本長蔵・友蔵
練木市左衛門（米穀商、伊勢屋）・七蔵
野澤市十郎
橋本吉兵衛・又蔵・徳三郎
濱島富蔵
早川助三郎
樋口政次郎
秀間七左衛門
福村貞蔵
古澤仙吉
松本豊次郎
皆川巳之助
村田佐平次
矢島初太郎
柳屋勘七
矢部金蔵(小間物商)・時蔵・金蔵
山口治佐久
山﨑瀧蔵・軍次郎
山田半六・嘉助
山村清吉
吉岡良助
吉田セツ
吉野屋儀右衛門
吉見仙之助
渡邉長三
和村重右衛門
」などがいた。
- 田村新蔵
- 永嶋庄兵衛
- 濱島富蔵

#### 企業
- 粕壁銀行[5]
- 明治貯蓄銀行[5]

## 名所・旧跡

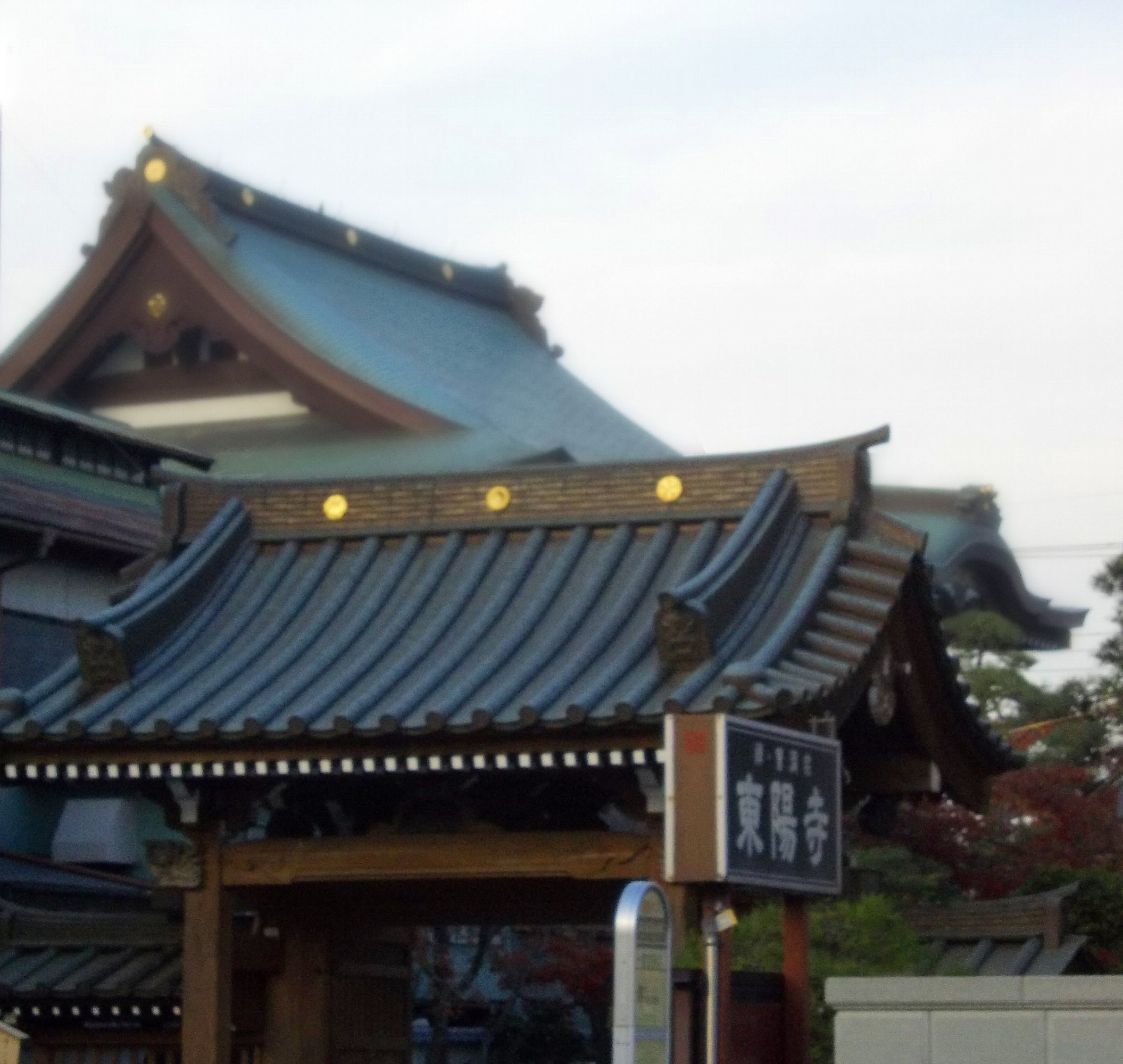
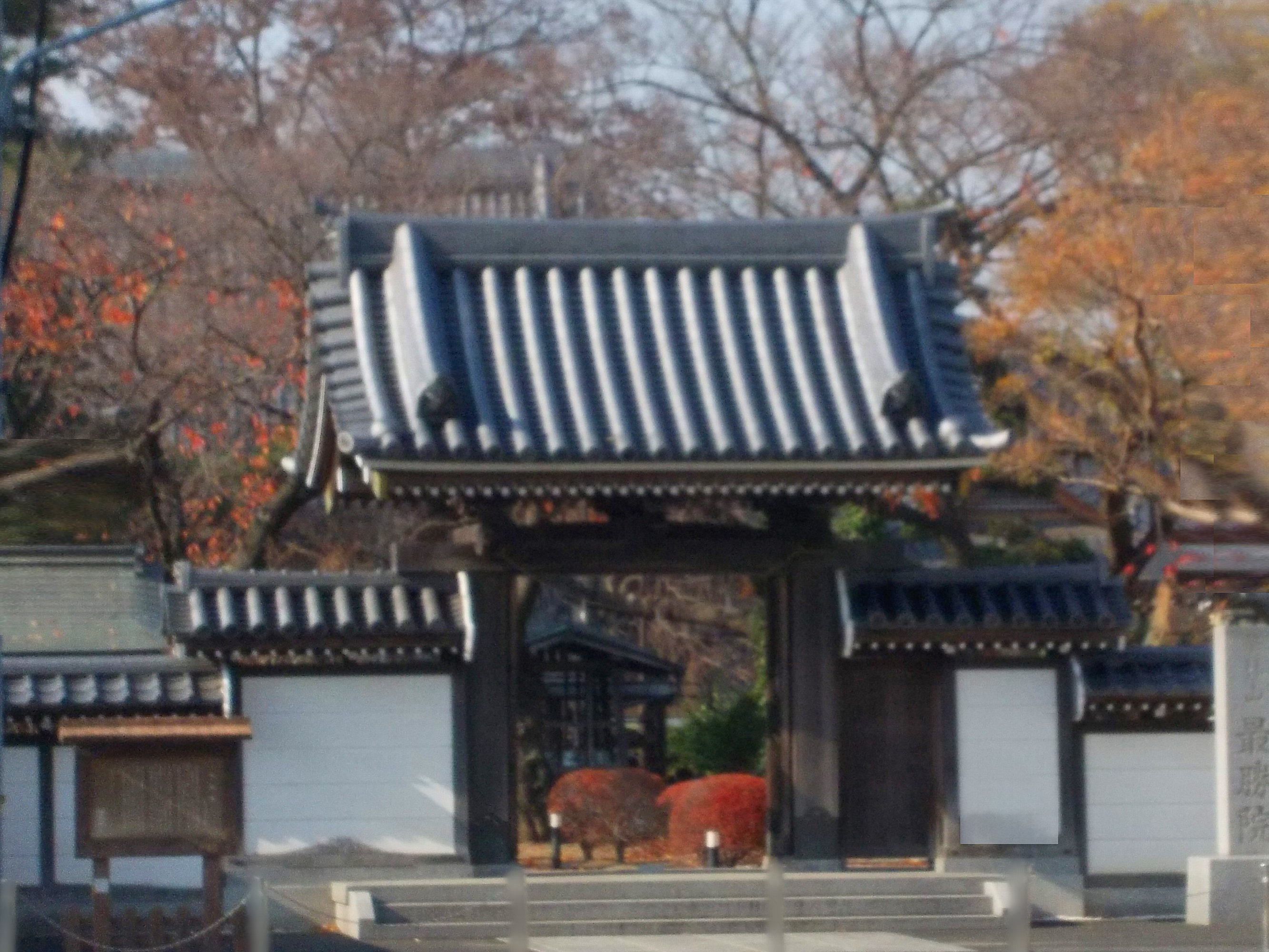
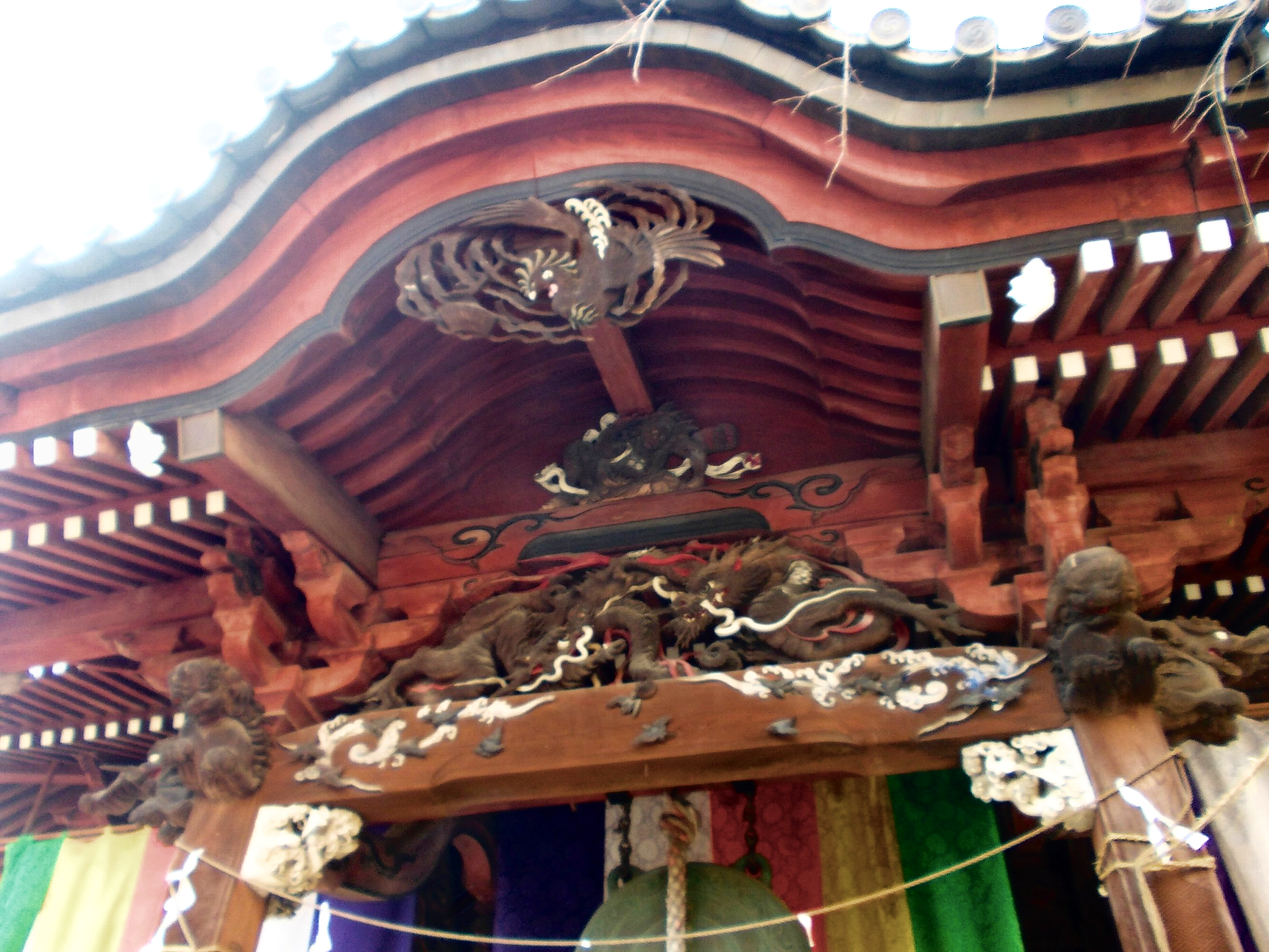
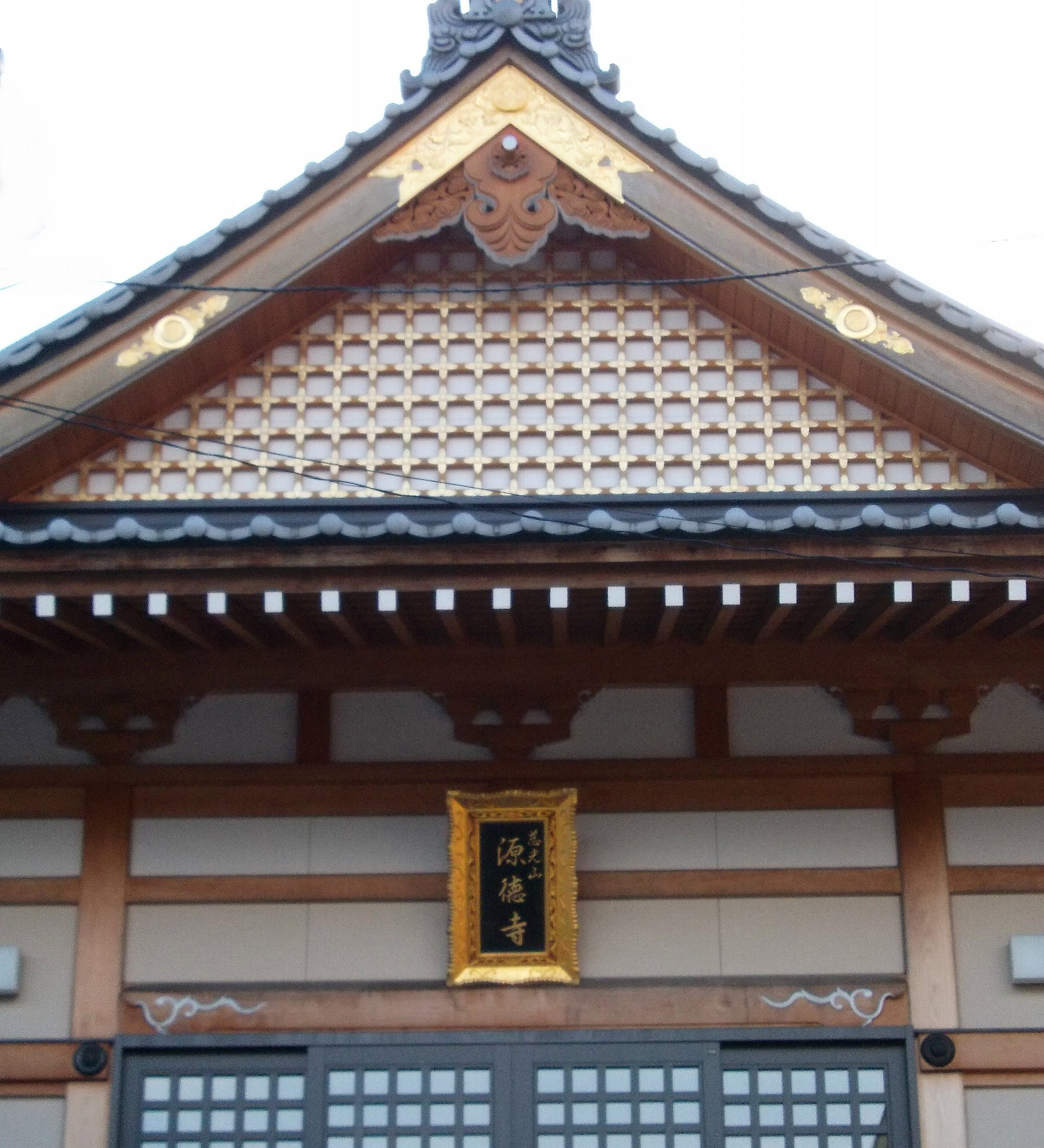
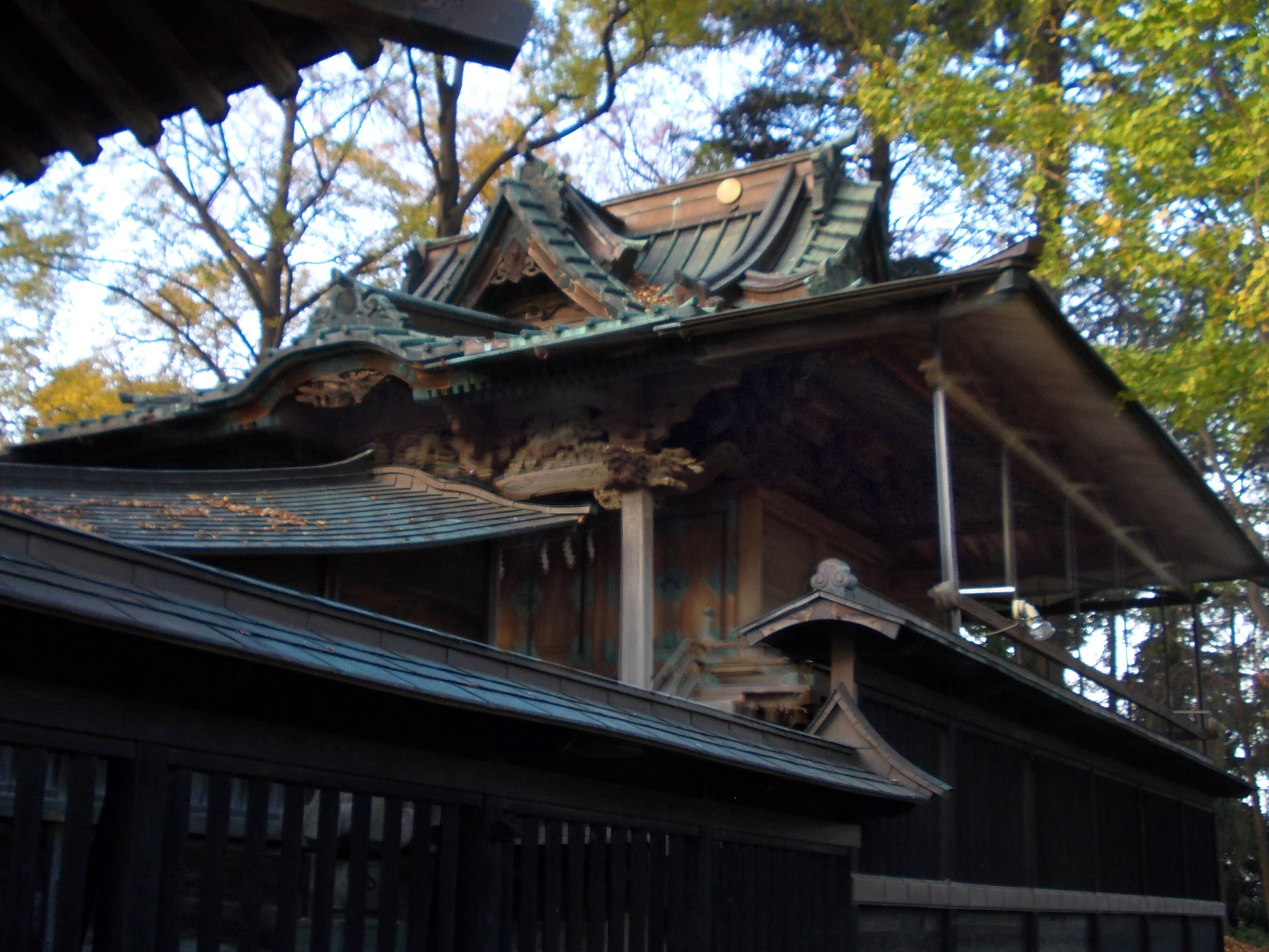

- 八幡神社
- 浜川戸砂丘
- 最勝院　東陽寺　源徳寺

## 交通

### 鉄道路線
粕壁町
- 東武鉄道
  - 伊勢崎線、野田線（当時は北総鉄道）：粕壁駅（現春日部駅）、八木崎駅

　　土井停留所（廃止）
現代
鉄道
- 東武鉄道 春日部駅（■伊勢崎線■野田線）
- 東武鉄道 八木崎駅（■野田線）

道路
- 埼玉県道2号さいたま春日部線
- 埼玉県道85号春日部久喜線

隣の宿〈日光・奥州街道〉
越ヶ谷宿 - 粕壁宿 - 杉戸宿

## かつての地名（小字）
金山（かねやま）、内田、寺町、横町、上町、中町、新宿組、三枚橋、新々田、下組、大砂組、川久保、元新宿、大池、内谷、松の木、裏町、前山中、上山中、陣屋、八木崎、浜川戸、土井、井戸棚居（いどだない）、草刈場（くさかりば）、馬草（ばくさ）新田

## 現在

### 世帯数と人口
2017年（平成29年）10月1日現在の世帯数と人口は以下の通りである。
| 大字・丁目 | 世帯数    | 人口    |
| ---------- | --------- | ------- |
| 粕壁       | 1,559世帯 | 3,371人 |
| 粕壁一丁目 | 247世帯   | 531人   |
| 粕壁二丁目 | 284世帯   | 514人   |
| 粕壁三丁目 | 473世帯   | 1,054人 |
| 粕壁四丁目 | 123世帯   | 237人   |
| 計         | 2,686世帯 | 5,707人 |

### 小・中学校の学区
市立小・中学校に通う場合、学区は以下の通りとなる。
| 大字・丁目 | 番地 | 小学校                 | 中学校                 |
| ---------- | ---- | ---------------------- | ---------------------- |
| 粕壁       | 一部 | 春日部市立八木崎小学校 | 春日部市立春日部中学校 |
| 粕壁       | 一部 | 春日部市立粕壁小学校   | 春日部市立春日部中学校 |
| 粕壁一丁目 | 全域 | 春日部市立粕壁小学校   | 春日部市立春日部中学校 |
| 粕壁二丁目 | 全域 | 春日部市立粕壁小学校   | 春日部市立春日部中学校 |
| 粕壁三丁目 | 全域 | 春日部市立粕壁小学校   | 春日部市立春日部中学校 |
| 粕壁四丁目 | 全域 | 春日部市立粕壁小学校   | 春日部市立春日部中学校 |

### 施設
| 一丁目 - 春日部駅東口 - 春日部情報発信館「ぷらっとかすかべ」 - 春日部仲町郵便局 - 春日部保育園 - 埼玉りそな銀行春日部支店（2022年6月に粕壁二丁目から新築移転） 二丁目 - 埼玉縣信用金庫春日部支店 - 武蔵野銀行春日部支店 - 埼玉新聞社県東総局 | 三丁目 - 最勝院 - 春日部市春日部第2児童センター（グーかすかべ） 四丁目 - 春日部市立春日部中学校 粕壁（住居表示未実施区域） - 埼玉県立春日部高等学校 - 八木崎駅 - 春日部市中央公民館 |

### 教育
高等学校
- 埼玉県立春日部高等学校

中学校
- 春日部市立春日部中学校

## 出身・ゆかりのある人物
- 初代田村新蔵（埼玉県多額納税者、資産家[17]、東屋、大地主、農業、水油、洋紙、砂糖、小麦粉販売業、粕壁銀行、明治貯蓄銀行各頭取）
- 2代目田村新蔵（埼玉県多額納税者、東武商事代表取締役、農業、洋紙、砂糖、小麦粉販売業）
- 永田勘六（埼玉県多額納税者、資産家[17]、農業）
- 永田豊次郎（埼玉県多額納税者、農業）
- 練木市左衛門（米穀商、伊勢屋、練木合資会社社長、粕壁銀行取締役兼支配人）